# No More Shall We Part
No More Shall We Part es el decimoprimer álbum de estudio del grupo australiano Nick Cave and the Bad Seeds, publicado por la compañía discográfica Mute Records en abril de 2001. El álbum fue publicado tras un descanso de cuatro años a raíz del lanzamiento de su predecesor, The Boatman's Call. Durante la época, Nick Cave tuvo que superar una fuerte adición a la heroína y al alcohol antes de comenzar a trabajar en el nuevo álbum.
El álbum fue publicado con una edición limitada con un segundo disco con dos temas extra, así como dos archivos multimedia y una sección con letras, una galería de fotos, una biografía, la discografía del grupo y entrevistas. Las dos canciones extra, «Grief Came Riding» y «Bless His Ever Loving Heart» también fueron publicadas en una edición en vinilo de 12" en el Reino Unido. 
Tras su publicación, No More Shall We Part recibió en general buenas reseñas de la prensa musical, con un promedio de 79 sobre 100 en la web Metacritic basado en 18 reseñas.

## Lista de canciones
Todas las canciones escritas y compuestas por Nick Cave excepto donde se anota. 
| N.º | Título                            | Escritor(es)             | Duración |  |
| 1.  | «As I Sat Sadly by Her Side»      |                          | 6:15     |  |
| 2.  | «And No More Shall We Part»       |                          | 4:00     |  |
| 3.  | «Hallelujah»                      | Nick Cave, Warren Ellis  | 7:48     |  |
| 4.  | «Love Letter»                     |                          | 4:08     |  |
| 5.  | «Fifteen Feet of Pure White Snow» |                          | 5:36     |  |
| 6.  | «God Is in the House»             |                          | 5:44     |  |
| 7.  | «Oh My Lord»                      |                          | 7:30     |  |
| 8.  | «Sweetheart Come»                 | Nick Cave, Barry Adamson | 4:58     |  |
| 9.  | «The Sorrowful Wife»              |                          | 5:18     |  |
| 10. | «We Came Along This Road»         |                          | 6:08     |  |
| 11. | «Gates to the Garden»             |                          | 4:09     |  |
| 12. | «Darker with the Day»             | Nick Cave, Warren Ellis  | 6:07     |  |

| Disco extra |                                      |          |  |
| N.º         | Título                               | Duración |  |
| 1.          | «Grief Came Riding»                  | 5:07     |  |
| 2.          | «Bless His Ever Loving Heart»        | 4:02     |  |
| 3.          | «As I Sat Sadly by Her Side» (Video) |          |  |
| 4.          | «No More Shall We Part EPK» (Video)  |          |  |

## Personal
| Nick Cave & The Bad Seeds - Nick Cave: voz y piano - Mick Harvey: guitarra, orquestación y batería - Blixa Bargeld: guitarra - Conway Savage órgano - Warren Ellis: violín y orquestación - Martyn P. Casey: bajo - Thomas Wydler: batería Invitados - Jim Sclavunos: batería y percusión - Kate and Anna McGarrigle: coros - Gavyn Wright, Patrick Kiernan, Jackie Shave, Simon Fischer, Rebecca Hirsch: violines - Bruce White, Gustav Clarkson: violas - Frank Schaefer, Lionel Handy, Naomi Wright: cellos - Paul Morgan, Leon Bosch: bajo | Equipo técnico - Nick Cave and the Bad Seeds, Tony Cohen: productor musical - Tony Cohen, Kevin Paul: ingeniero de sonido - Mirek Stiles (Abbey Road), Mark Bishop (Westside): ingeniero asistente - Tony Cohen, Nick Cave, Blixa Bargeld, Mick Harvey: mezclas - Ray Staff: masterización |